# Gradski muzej Bjelovar
Gradski muzej Bjelovar nalazi se u središtu Bjelovara na Trgu Eugena Kvaternika. Osnovan je 1949. godine. Smješten je u jednokatnici staroga gradskog poglavarstva sagrađenoj 1832. godine.
Muzej je osnovan pod nazivom »Oblasni muzej« na poticaj Oblasnoga odbora Saveza udruženja borca NOR-a. Učitelj Rade Kovač prvi je sakupljao predmete za zbirku. Bogatu zbirku sabrao je i Ivan Barešić. Kasnije su se istakli i Đuro Jakšeković, Zvonimir Lovrenčević, Artur Kully, Antun Bauer, Ivan Barešić, Rudolf Miculinić, Leo Fingerhut i dr.
Muzej mijenja ime u Gradski muzej 1962. godine. Do 1990. godine sakupljeno je oko 20 000 artefakata. Zbirka se i dalje sve više povećavala. Do 1991. godine muzej je imao i zbirku radničkog pokreta i narodne revolucije, a ostale zbirke postoje i danas: kultrurno-povijesna zbirka, prirodoslovna, arheološka i etnografska zbirka te Odjel nove povijesti s Domovinskim ratom. U Galerijskome odjelu muzej sakuplja djela istaknutih hrvatskih umjetnika rođenih u Bjelovaru i okolici, slikara Naste Rojc, Ede Murtića, Ive Friščića i Minje Bosanca, kipara Vojina Bakića i Josipa Zemana te fotografa Toše Dapca. Najvjernija donacija koju je muzej dobio slike su Zlatana Vrkljana, koji je mladost preveo u Bjelovaru.
Muzej je temeljito obnovljen 2009. godine. Ima restauratorsku radionicu i knjižnicu. U zgradi muzeja nalaze se i tri galerijska prostora s bogatom izložbenom djelatnošću: Galerija Nasta Rojc, Mala galerija i Galerija Koridor. Atrij muzeja ima pozornicu koja služi za koncerte klasične i zabavne glazbe, kazališne predstave, promocije knjiga i druga umjetnička i kulturna zbivanja na otvorenom.
U zgradi, gdje se nalazi muzej, prije je bilo gradsko poglavarstvo. Na prvome su se katu zgrade susreli car Franjo Josip I. i đakovački biskup Josip Juraj Strossmayer 12. rujna 1888. godine. Tijekom susreta, Franjo Josip I. prigovorio je biskupu što je poslao brzojavnu čestitku u Kijev prigodom 900. godišnjice pokrštavanja Rusa. Taj događaj nazvan je bjelovarska afera. Za vrijeme bjelovarskoga ustanka 8. travnja 1941. godine, hrvatski vojnici 108. puka i narod srušili su jugoslavensku vlast i s balkona Gradskoga poglavarstva (danas zgrada Gradskoga muzeja), gradonačelnik Bjelovara Julije Makanec proglasio je u 18 sati uspostavu hrvatske države.

## Vanjske poveznice
- Gradski muzej u Bjelovaru  Arhivirana inačica izvorne stranice od 10. ožujka 2010. (Wayback Machine)
- Gradski muzej Bjelovar